# Haunsheim
Haunsheim (schwäbisch Hausa) ist eine Gemeinde im schwäbischen Landkreis Dillingen an der Donau.

## Geographie
Die Gemeinde liegt am Tor zum Bachtal, einem Ostausläufer der Schwäbischen Alb. Nach Süden hin öffnet sich das Tal in die weite Donauebene.
Die Gemeinde hat drei Gemeindeteile (in Klammern ist der Siedlungstyp angegeben):
- Haunsheim (Pfarrdorf)
- Unterbechingen (Pfarrdorf)
- Albhof (Einöde)

Das Gemeindegebiet besteht aus den Gemarkungen Haunsheim und Unterbechingen.
Angrenzende Gemeinden sind die Stadt Gundelfingen an der Donau, die Stadt Lauingen, Medlingen, Wittislingen und Bachhagel.

## Geschichte

### Frühgeschichte
Um Haunsheim und Unterbechingen herum, sind zahlreiche archäologische Fundstätten zu finden, die in ihrer Geschichte nicht uninteressant sind. Sie umfassen insgesamt 17 Grabhügel aus vorgeschichtlicher Zeit (4 Stück: 48° 35′ 37,4″ N, 10° 21′ 29″ O, 8 Stück: 48° 37′ 14,8″ N, 10° 21′ 52,4″ O, 5 Stück:
48° 36′ 56,9″ N, 10° 20′ 19,9″ O),
2 Viereckschanzen (48° 36′ 24,7″ N, 10° 19′ 57,6″ O, 48° 35′ 17,8″ N, 10° 21′ 10,7″ O) und einen frühmittelalterlichen Ringwall (48° 36′ 28,4″ N, 10° 22′ 43,4″ O)

### Herrschaftsgeschichte
Im 16. und 17. Jahrhundert war Haunsheim unter der Herrschaft der schwäbischen Reichsritterschaft. Der Reichspfennigmeister Zacharias Geizkofler kaufte Haunsheim 1600 und nannte sich fortan Geizkofler auf Haunsheim und Reiffenegg. Er führte als Herrschaftsinhaber 1603 in Haunsheim die evangelisch-lutherische Konfession ein, die ohne Unterbrechungen bis heute erhalten blieb.
Im Jahre 1666 gelangte die Herrschaft Haunsheim durch die Heirat der Enkelin Zacharias Geizkoflers an die Freiherren von Racknitz. Mit der Rheinbundakte 1806 kam der Ort an das Königreich Bayern. Im Zuge der Verwaltungsreformen in Bayern entstand mit dem Gemeindeedikt von 1818 die heutige Gemeinde.
Im Jahre 1823 erwarb Johann Gottlieb Freiherr von Süßkind aus Augsburg, der zuvor schon die benachbarte, ebenfalls evangelische Herrschaft Bächingen gekauft hatte, Schloss Haunsheim mit dem dazugehörigen Grund und ließ es seinem Geschmack entsprechend neugotisch umgestalten. 1849 erbte es seine Tochter Amalie Freifrau vom Holtz. Heute ist das Schloss im Besitz der Freiherren von Hauch.

### Eingemeindungen
Im Rahmen der Gebietsreform in Bayern wurden am 1. Juli 1974 die Gemeinde Unterbechingen eingegliedert.

### Einwohnerentwicklung
| Jahr      | 1961 | 1970 | 1987 | 1991 | 1995 | 2000 | 2005 | 2010 | 2015 | 2020 |
| --------- | ---- | ---- | ---- | ---- | ---- | ---- | ---- | ---- | ---- | ---- |
| Einwohner | 1433 | 1492 | 1482 | 1576 | 1602 | 1594 | 1611 | 1564 | 1591 | 1605 |

Zwischen 1988 und 2018 wuchs die Gemeinde von 1502 auf 1592 um 90 Einwohner bzw. um 6 %.

## Politik und Öffentliche Verwaltung
Die Gemeinde ist Mitglied der Verwaltungsgemeinschaft Gundelfingen an der Donau.

### Bürgermeister
Erster Bürgermeister ist seit Mai 2014 Christoph Mettel (CSU), Zweiter Bürgermeister ist Georg Urban (Bürgerblock OT Unterbechingen). Mettel wurde am 15. März 2020 mit 87,2 % der Stimmen für weitere sechs Jahre gewählt.

### Gemeinderat
Der Gemeinderat besteht aus zwölf Mitgliedern. Die Gemeinderatswahl im Jahr 2020 lieferte folgendes Ergebnis:
| Parteien und Wählergemeinschaften | % 2020 | Sitze 2020 |
| --------------------------------- | ------ | ---------- |
| Bürgerblock                       | 36,9   | 4          |
| Freie Wählervereinigung Haunsheim | 26,0   | 3          |
| CSU                               | 23,1   | 3          |
| Bündnis 90/Die Grünen Bayern      | 14,1   | 2          |
| Gesamt                            | 100,0  | 12         |
| Wahlbeteiligung in %              | 61,5   | 61,5       |

### Wappen
| Wappen von Haunsheim | Blasonierung: „In Schwarz auf grünem Boden ein rotbedachter silberner Torbau zwischen zwei Zinnentürmchen mit roten Spitzendächern, darauf goldene Wetterfahnen; vor dem geschlossenen goldenen Tor ein springender schwarzer Gemsbock.“ |
| Wappen von Haunsheim | Wappenbegründung: Der Torbau stellt das Schloss von Haunsheim dar, das die Ortsherren von 1601 bis 1604 errichteten. Der Geißbock ist dem Familienwappen der Geizkofler entnommen und steht redend für den Namen der Ortsherren. Der Namensteil 'Geiz' steht für 'Geiß'. Aus dem Jahr 1655 ist ein Siegelabdruck überliefert mit der Umschrift SIGILLVM COMMVNITATIS IN HAVNSHEIM. Dieses Wappen wird seit 1605 geführt. |

## Kultur und Sehenswürdigkeiten
- Evangelische Dreifaltigkeitskirche in Haunsheim. Sie wurde von 1606 bis 1609 im Stil der Renaissance erbaut, nach Plänen von Joseph Heintz d. Ä. unter Mitwirkung von Elias Holl in enger Anlehnung an den strengen klassizistischen Baustil des Kaiserhofes. Erwähnenswert ist darüber hinaus die 1878 erbaute und jüngst restaurierte Orgel, ein Werk des Ulmer Orgelbauers Heinrich Conrad Branmann.
- Friedhof in Haunsheim, planmäßig angelegt (Reihengräberanlage): Traditionsgemäß steht auf jedem Grab ein hölzernes, bunt bemaltes Grabkreuz (in den Farben schwarz, weiß und grün); damit wird die Vorstellung von der absoluten Gleichheit aller Menschen im Himmel symbolisch umgesetzt.
- Schloss Haunsheim der Freiherren von Hauch, regelmäßig Veranstaltungsort für Konzerte.
- Alte Schmiede aus dem 16. Jahrhundert in der Ortsmitte, originalgetreu restauriert.
- Restauriertes Kornlager (schwäbisch Korastadl), genutzt für verschiedene Veranstaltungen.
- Pfarrhaus, errichtet im 17. Jahrhundert.

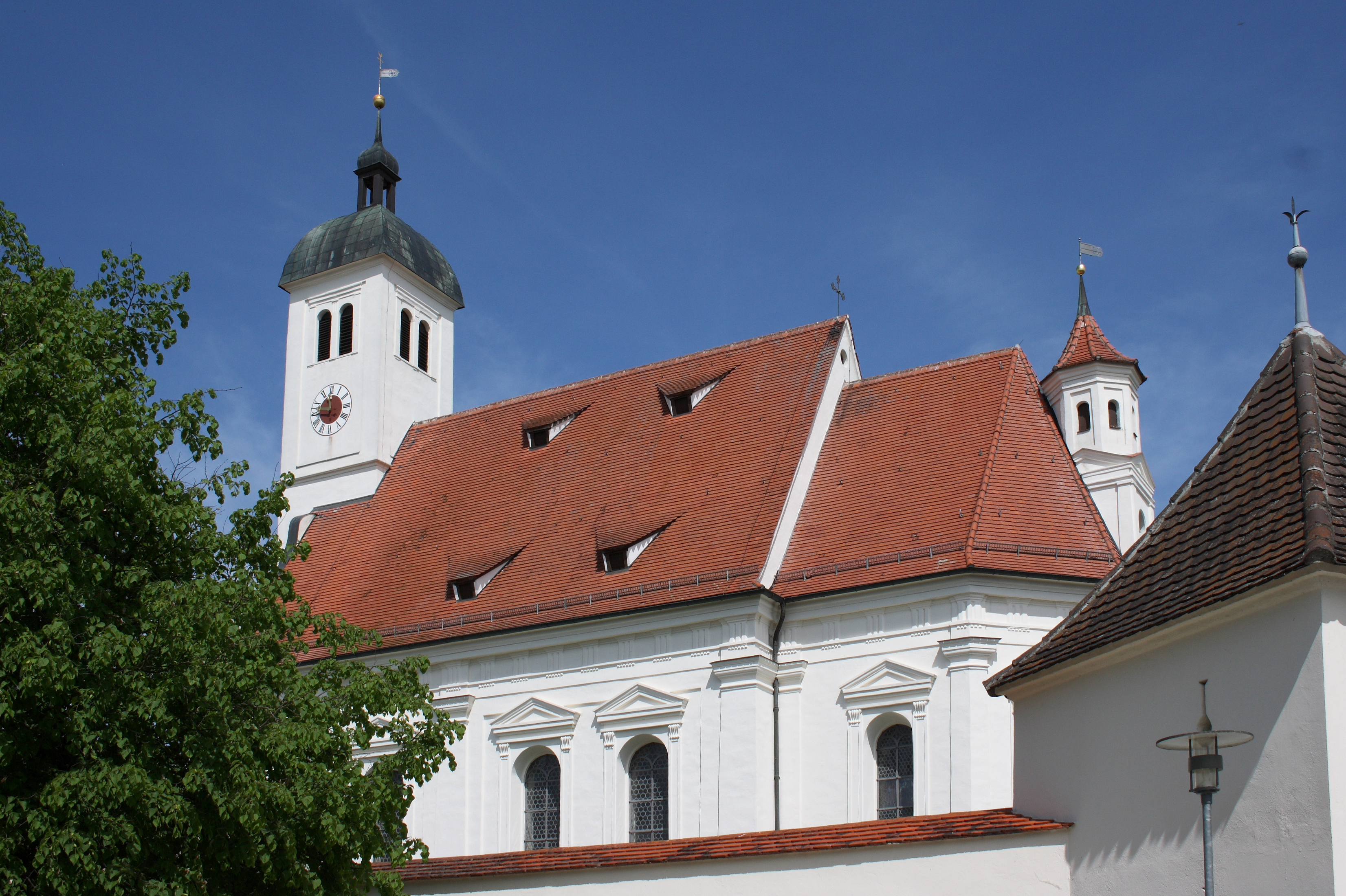
Evangelisch-lutherische Dreifaltigkeitskirche
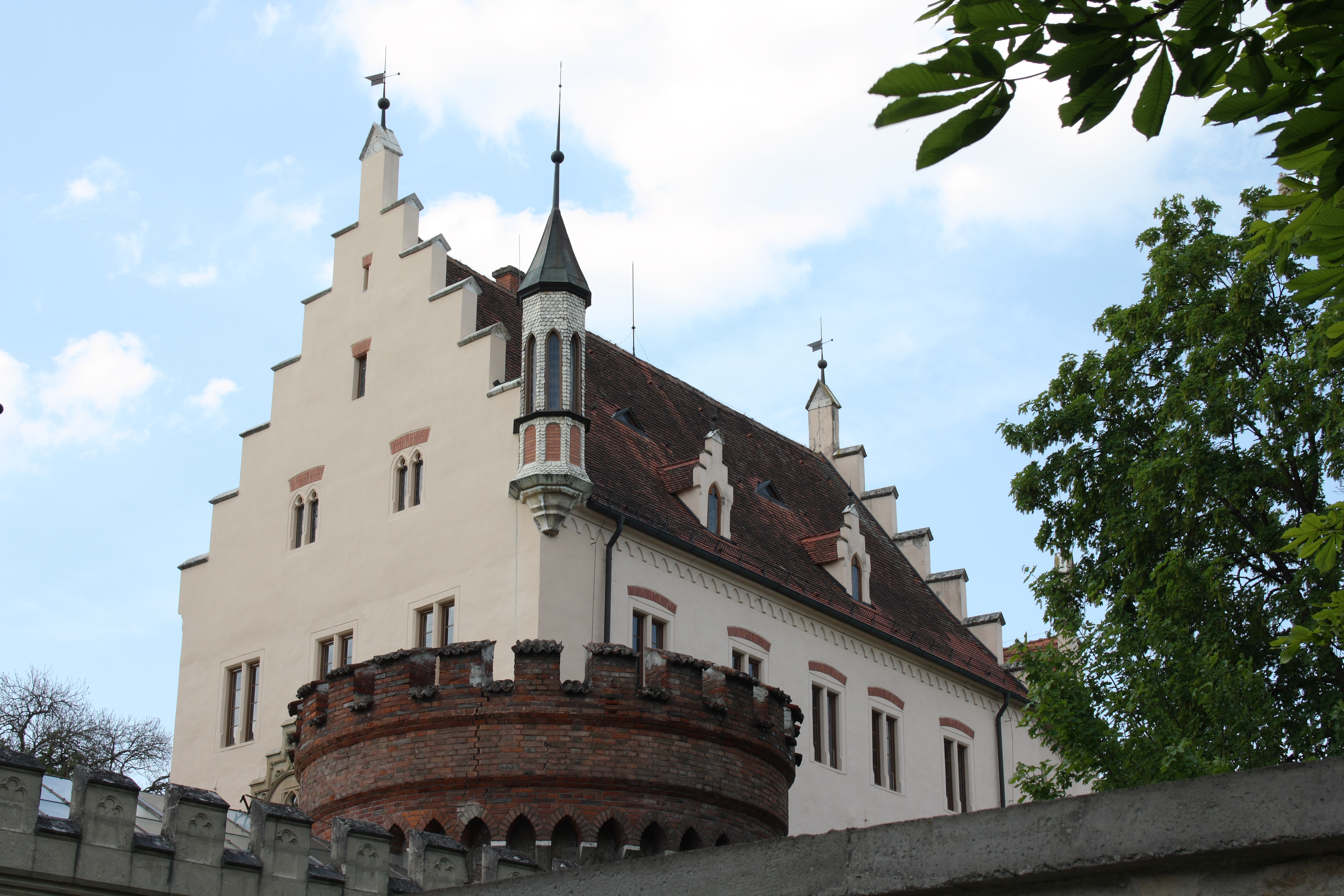
Schloss Haunsheim, Ansicht von Südosten
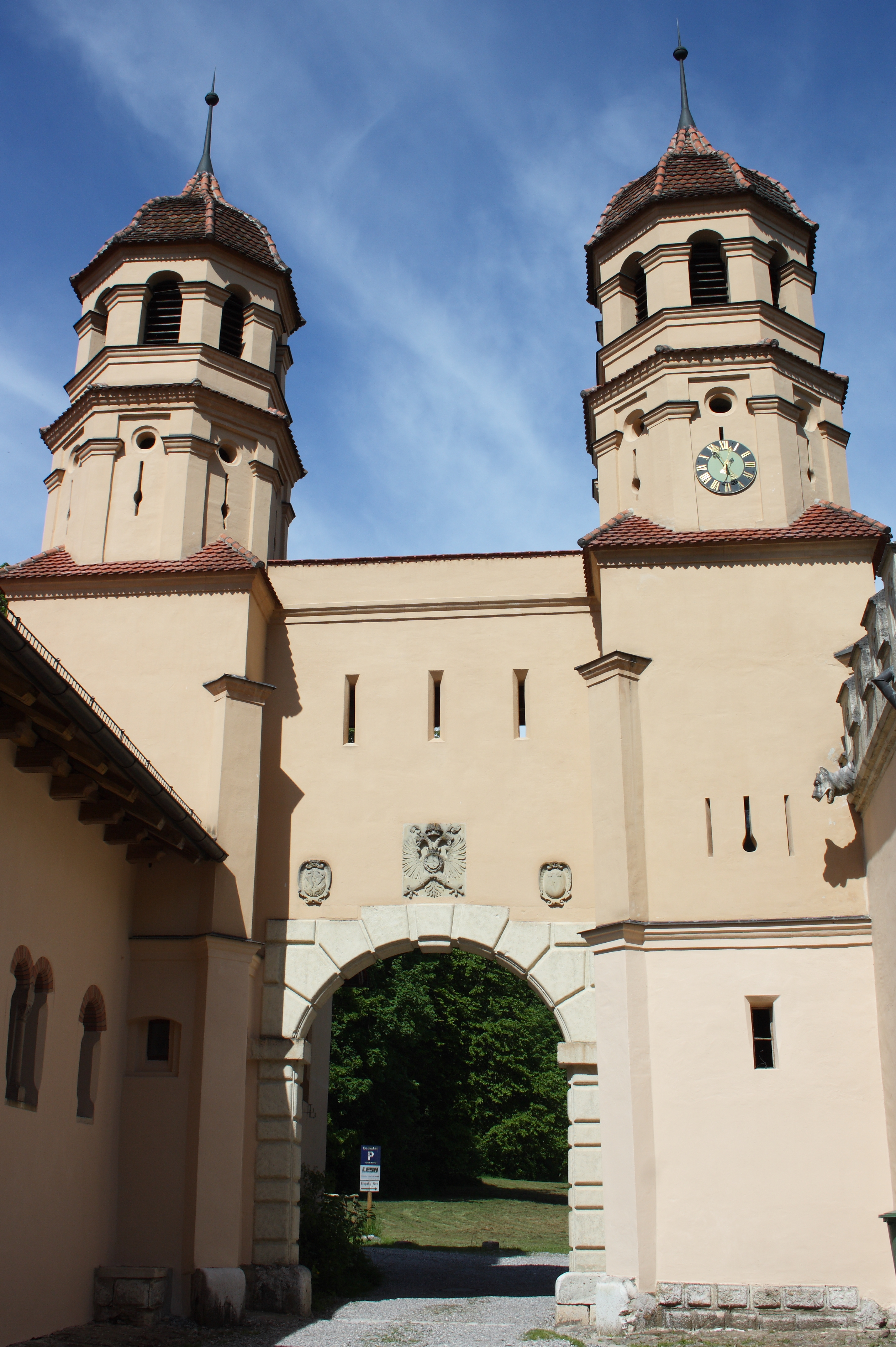
Schlosstorbau aus dem frühen 17. Jahrhundert
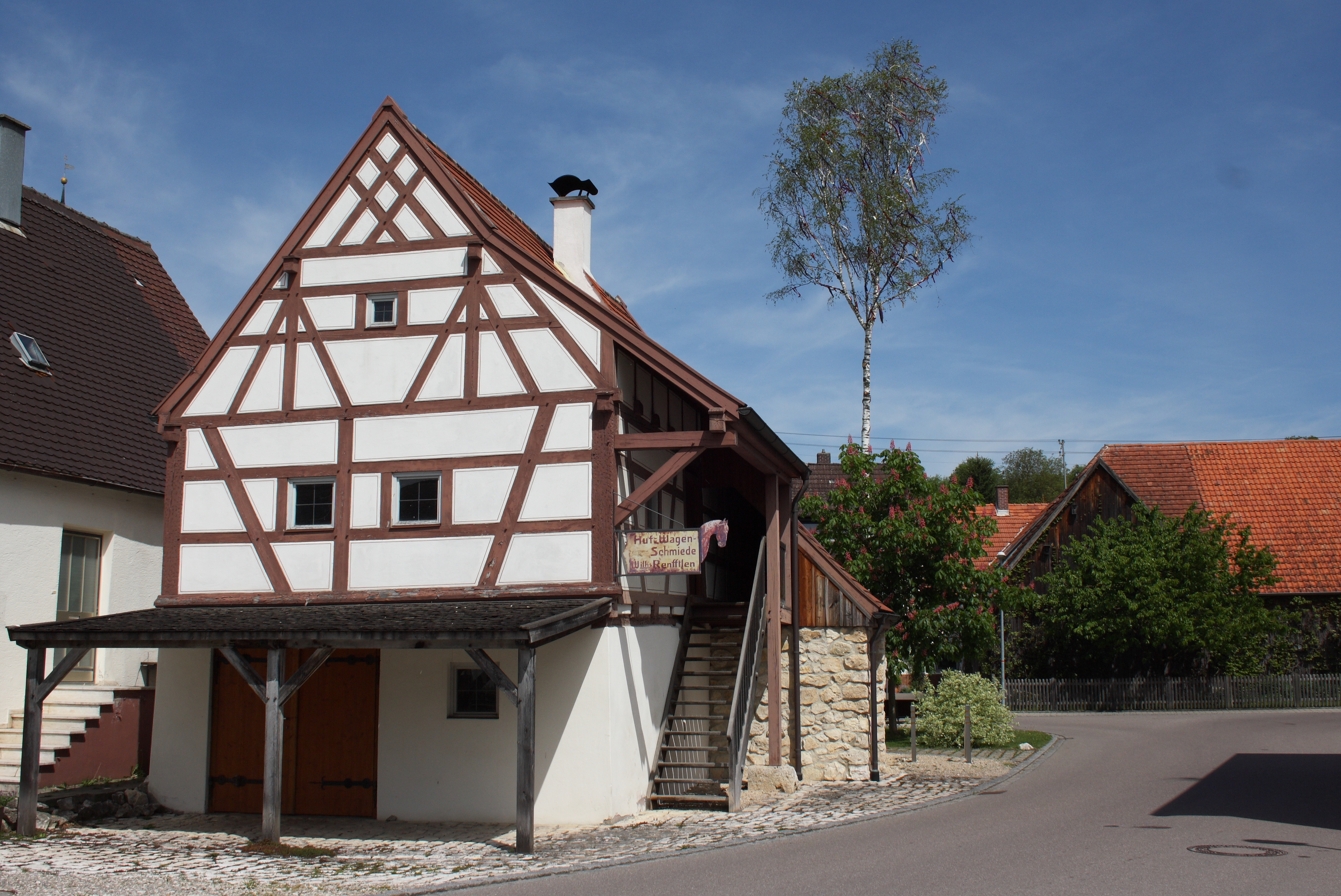
Alte Schmiede in Haunsheim

## Wirtschaft und Infrastruktur

### Wirtschaft einschließlich Land- und Forstwirtschaft
Es gab im Jahr 2021 nach der amtlichen Statistik im produzierenden Gewerbe 31 und in sonstigen Bereichen 87 sozialversicherungspflichtig Beschäftigte am Arbeitsort. Sozialversicherungspflichtig Beschäftigte am Wohnort gab es insgesamt 720. Im verarbeitenden Gewerbe gab es keine Betriebe, im Bauhauptgewerbe zwei Betriebe. Zudem bestanden im Jahr 2020 13 landwirtschaftliche Betriebe mit einer landwirtschaftlich genutzten Fläche von 945 ha, davon waren 875 ha Ackerfläche.
Die Gemeindesteuereinnahmen betrugen im Jahr 2021 umgerechnet 1.402.000 €, davon betrugen die Gewerbesteuereinnahmen (netto) umgerechnet 106.000 €.

### Bildung
Es gibt folgende Einrichtungen (Stand: 2022):
- 1 Kindertageseinrichtung: 77 genehmigte Plätze, 63 betreute Kinder
- Zacharias-Geizkofler Grundschule: 4 Lehrkräfte, 68 Schülerinnen und Schüler